# Songieu
Songieu är en kommun i departementet Ain i regionen Auvergne-Rhône-Alpes i östra Frankrike. Kommunen ligger  i kantonen Champagne-en-Valromey som ligger i arrondissementet Belley. Kommunens areal är 20,58 km². År 2018 hade Songieu 123 invånare.

## Befolkningsutveckling
Antalet invånare i kommunen Songieu
Referens: INSEE